# Linonen
Die Linonen waren ein elbslawischer Stamm, der vom 9. bis 11. Jahrhundert im Gebiet der heutigen Westprignitz im Nordwesten des Landes Brandenburg siedelte. Ihr Vorort war Luczyn (auch Lunzini), heute Lenzen. Die Linonen unterhielten enge Beziehungen zu den benachbarten Abodriten, in deren Stammesverband sie im Jahr 839 aufgegangen sind.

## Name
Ob es sich bei dem Namen um eine Eigen- oder Fremdbenennung handelt ist ungeklärt. Neben Linones finden sich in den Schriftquellen phonetisch ähnliche Schreibweisen wie Hilinones, Linai, Lini, Linaa, Lingones oder Linguones, Glinianie, Linianie, ihr Siedlungsgebiet wird als Linagga bezeichnet. Der Name könnte auf Glina (slawisch: "der Ton, der Lehm") zurückzuführen sein, womit Flüsse, Bäche und Auen benannt werden sollen.

## Siedlungsgebiet
Das Siedlungsgebiet der Linonen erstreckte sich im 9. Jahrhundert entlang der Elbe von Wehningen nördlich Dömitz bis Lenzen. Hier beherrschte die im 10. Jahrhundert errichtete Burg einen bedeutenden Elbübergang. Im Norden begrenzte die Elde das Siedlungsgebiet, ausgenommen die Gegend um Parchim sowie von Lübz bis zum Südende des Plauer Sees. Dort saßen die Stämme der Smeldinger und Bethenzer. Im Osten trennte ein Waldgebiet zwischen Ture und Pritzwalk  die Linonen von den Dossanen um Wittstock/Dosse, im Süden ein Rodahn genanntes, ausgedehntes Waldgebiet von den Briezanen/Nieletzi um Havelberg. Für die Durchquerung des Rodahn benötigte ein Reisender zwei Tage. Dem archäologischen Befund nach befand sich der Siedlungsschwerpunkt der Linonen im Gebiet zwischen Grabow und Putlitz. Frühslawische Burgen liegen in Frehne, Pinnow, Mankmuß, Stavenow, Dallmin, Dambeck, Brunow, Wulfsahl, Marnitz und Muchow. Ob die Linonen auch auf der linkselbischen Seite, also im heutigen Landkreis Lüchow-Dannenberg siedelten, ist ungeklärt.

## Geschichte
Die erste Nachricht über die Linonen liefert ein Eintrag in den Reichsannalen für das Jahr 808. Die Linonen seien wie zwei Drittel der Abodriten und der Stamm der Smeldinger von dem abodritischen Herrscher und fränkischen Bundesgenossen Drasco abgefallen und zu dem dänischen König Göttrik übergelaufen. Zum Schutz der Reichsgrenze entsandte Karl der Große seinen Sohn Karl den Jüngeren mit einem Heer an die Elbe. Da die Dänen jedoch keine Anstalten machten, von der Ostsee in das Landesinnere vorzudringen, schlug Karl der Jüngere eine Brücke über die Elbe und führte sein Heer gegen die Linonen und Smeldinger, verwüstete deren Gebiet und kehrte dann mit seinen Truppen wieder über den Fluss nach Sachsen zurück. Diese Strafexpedition gegen die abtrünnigen Linonen scheint von zweifelhaften Erfolg gewesen zu sein. Denn während die Reichsannalen gesondert hervorheben, es habe keine fränkischen Verluste zu beklagen gegeben, berichtet das Chronicon Moissiacense von gefallenen Franken. Auch der im Folgejahr unternommene Versuch Drascos, die Linonen mit militärischen Mitteln wieder unter seine Oberhoheit zu zwingen, schlug fehl. Nachdem die Franken 810 sogar den Verlust des Kastells auf dem Höhbeck durch einen Angriff der mit den Linonen verbündeten Wilzen hatten hinnehmen müssen, setzte Karl der Große im Jahre 811 nochmals ein ganzes Heer gegen die Linonen in Marsch, um das Vorfeld jenseits der Reichsgrenze zu befrieden. Auch dieser Feldzug scheint nur von begrenztem Erfolg gewesen zu sein, denn im darauffolgenden Jahr wurden unter Beteiligung der Abodriten schließlich drei Heeresabteilungen in die Priegnitz entsandt, um dort die mit den Linonen verbündeten Wilzen zu bekämpfen.
In den Nachrichten für die Jahre 839 und 858 begegnen die Linonen in den Schriftquellen dann wieder an der Seite der Abodriten. Zunächst entsandte Ludwig der Fromme ein sächsisches Heer gegen Abodriten und Linonen, dann Ludwig der Deutsche, ohne dass ein Bündnis zwischen Linonen und Abodriten überliefert wird, auch wenn ein solches nahe liegt. Jedenfalls aber wurden die Linonen als eigenständiger Verband wahrgenommen. Der Bayerische Geograph bezeichnet sie Mitte des 9. Jahrhunderts dann als „populus“. Letztmals werden die Linonen für das Jahr 877 in den fränkischen Quellen erwähnt, als sie dem ostfränkischen Herrscher die geschuldete Tributzahlung verweigerten. Aus dieser Textpassage wird von der Forschung neuerdings abgeleitet, dass es sich bei den Linonen nicht um einen Stamm mit eigener Organisations- und Herrschaftsstruktur, sondern um die tributpflichtigen Bewohner einer Elbregion gehandelt haben könnte, in deren Gebiet die Franken zur Beitreibung des Tributes eine rudimentäre Verwaltungsstruktur geschaffen hatten.